# Soborowo
Soborowo (niem. Zubberow, F.) – niezamieszkana osada w Polsce, w województwie zachodniopomorskim, w powiecie koszalińskim, w gminie Bobolice. Miejscowość wchodzi w skład sołectwa Porost.
W latach 1975–1998 miejscowość należała administracyjnie do województwa koszalińskiego.

## Nazwa
1 czerwca 1948 r. nadano miejscowości polską nazwę Soborowo.